# Daniel Johns
Daniel Paul Johns (* 22. April 1979 in Newcastle, NSW, Australien) ist der Sänger, Gitarrist und Songwriter der Band Silverchair, die er im Alter von 12 Jahren gründete.

## Karriere
Das erste Silverchair-Album Frogstomp erschien 1995. Während auf diesem Album die meisten Songs von ihm und seinem Bandkollegen Ben Gillies gemeinsam geschrieben wurden, übernahm er fast vollständig das Songwriting der folgenden Alben. Das neueste Album Young Modern der Band Silverchair veröffentlichte er im Frühjahr 2007.
Besonders während der Zeit um 1999, als er an Magersucht und Depressionen litt und um 2002 Arthritis bekam, waren seine Songs sehr persönlich und emotional geprägt. Im Jahr 2005 veröffentlichte er zudem zusammen mit dem Produzenten Paul Mac unter dem Namen The Dissociatives eine (Elektro-)Pop-CD.
Im Mai 2011 gab die Band Silverchair ihre Trennung bekannt, welche sie als „Winterschlaf auf unbestimmte Zeit“ bezeichnete.
Im Jahre 2015 veröffentlichte Johns sein erstes Soloalbum Talk, das nicht mehr an das 90er Jahre Grunge-Image von Silverchair erinnert und stark von (Elektro-)Pop dominiert ist.
Zusammen mit Luke Steele gründete er 2018 Dreams und veröffentlichte das gemeinsame Album No One Defeats Us.
Im April 2022 veröffentlichte Johns sein zweites Soloalbum „FutureNever“. Er gab bekannt, dass er keinerlei Liveshows mehr spielen wird.
Im Jahr 2022 wird außerdem ein Kurzfilm erscheinen, welcher den Namen „What If The Future Never Happened“ trägt und eine an Johns Jugend angelehnte Story erzählt. Gespielt wird der junge Daniel Johns von Rasmus King.

## Sonstiges
Am 31. Dezember 2003 heiratete er nach dreijähriger Partnerschaft Natalie Imbruglia. Die Ehe scheiterte jedoch im Januar 2008 an der Unvereinbarkeit von Berufs- und Privatleben.
Er war früher überzeugter Veganer, während er heute Vegetarier ist. Zudem setzt er sich aktiv für den Tierschutz ein.

## Diskografie
Album
- Talk (2015)
- FutureNever (2022)

Lieder
- Impossible / 360 featuring Daniel Johns (2014)
- Aerial Love (2015)